# غژگاو
غَژگاو (نام علمی: Bos grunniens) (به انگلیسی: yak) گونه‌ای گاوسان موبلند است که دمی مانند اسب دارد و در مناطق تاجیکستان، هیمالیا، فلات تبت و مغولستان، سیبری و ناحیه کوهستان پامیر زندگی می‌کند. بیشتر غژگاوها به صورت اهلی در میان مردم زندگی می‌کنند ولی گروه کوچکی غژگاو وحشی نیز در طبیعت وجود دارد.
غژگاوهای وحشی از بزرگ‌ترین انواع گاوسانان‌ هستند. ارتفاع آن‌ها در شانه به ۱٫۶ تا ۲٫۲ متر و وزنشان بین ۳۰۰ کیلو تا یک تن است و طول بدنشان ۲٫۵ تا ۳٫۳ متر است. ماده‌ها حدود یک‌سوم از نرها کوچکترند. غژگاوهای اهلی اما بسیار کوچک‌تر از همتایان وحشی خود هستند و وزن نرها بین ۳۵۰ تا ۵۸۰ کیلو و وزن ماده‌هایشان بین ۲۲۰ تا ۲۶۰ کیلو است.
به‌طور تاریخی گرگ تبتی (زیرگونه‌ای از گرگ خاکستری) دشمن طبیعی اصلی غژگاو بوده و مواردی از شکار این جانور توسط پلنگ برفی و خرس قهوه‌ای هم گزارش شده است.
غژ یا کژ به معنای ابریشم است و بنابراین غژگاو «گاو ابریشم» معنی می‌دهد. در فارسی آن را غژغاو و گاو خطایی (منسوب به منطقهٔ خطا) هم نوشته‌اند.
واژه امروزی پرچم، که در فارسی به معنای درفش (بیرق) به کار می‌رود در اصل به معنی دنباله موهای غژگاو بوده است.
این گاو موهای بسیار سیاه درخشان دارد و در آخرین بخش دُمِ وِی موها بسیار پُر پُشت و زیبا و درخشان می‌شود که منگوله پرده‌ها به تقلید از دم غژگاو ساخته شده است. و از دم غژگاوها پرچم علم و مگس‌ران هم می‌سازند.
دنباله غژگاو را که پرچم نام داشت ترکمانان و مغولان خجسته و مبارک می‌پنداشتند و این گاو را فقط برای بدست آوردن پرچمش شکار می‌کردند سپس دنباله آن را به نشانِ شگون و به آرزوی پیروزی به گلوگاه نیزه یا به بالای چوب یا نیزه‌ای که علم را بدان بسته بودند می‌آویختند.

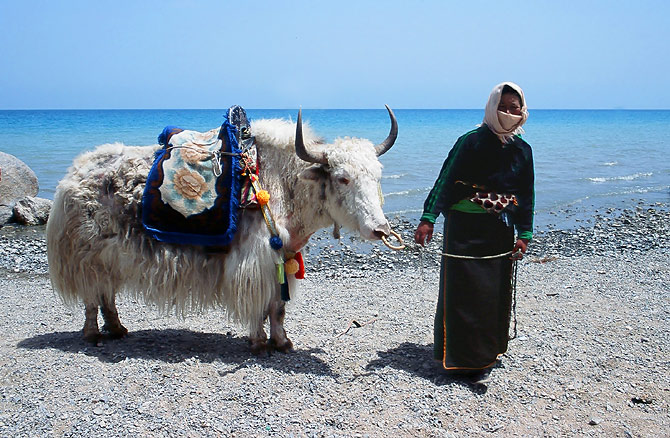
یک زن و یک غژگاو در کنار دریاچه چینگهای

## رده‌بندی

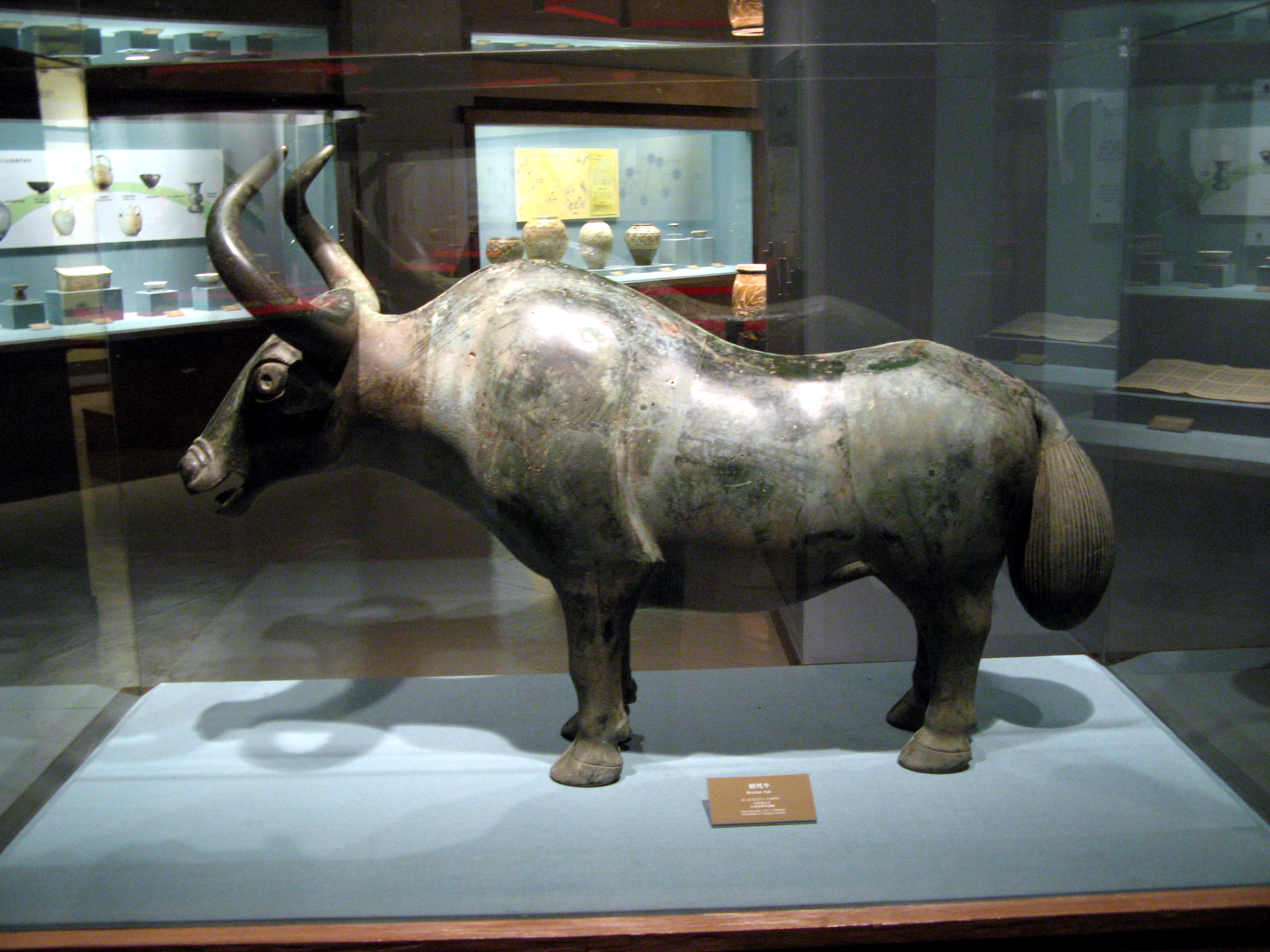
مدل برنزی غژگاو از گانسو، چین؛ دودمان یوان، ۱۲۷۱ تا ۱۳۶۸ میلادی

غژگاو که به سردهٔ گاوها تعلق دارد، با گاو و بایسون خویشاوند است. بررسی‌های دی‌ان‌ای میتوکندریایی برای تعیین تاریخچهٔ فرگشتی غژگاوها، نتیجهٔ قطعی به‌دست نداده است.
احتمال دارد غژگاو در هر زمانی بین یک تا پنج میلیون سال پیش از گاو جدا شده باشد، و شواهدی نیز هست که نشان می‌دهد این جانور ممکن است بیش از آن‌که به سایر اعضای سردهٔ خود نزدیک باشد، با بایسون‌ها خویشاوندتر باشد. فسیل‌هایی از خویشاوندان نزدیک غژگاو، مانند Bos baikalensis، در شرق روسیه یافته شده که نشان‌دهندهٔ مسیر احتمالی ورود نیاکان شبیه به غژگاوِ بایسون آمریکایی امروزی به قارهٔ آمریکا است.
این گونه نخستین بار در سال ۱۷۶۶ توسط لینه با نام Bos grunniens («گاو نالان») معرفی شد. با این حال، این نام امروزه معمولاً فقط برای شکل اهلی جانور به‌کار می‌رود و Bos mutus («گاو خاموش») نام ترجیحی برای گونهٔ وحشی است. اگرچه برخی نویسندگان هنوز غژگاو وحشی را زیرگونه‌ای با نام Bos grunniens mutus می‌دانند، کمیسیون بین‌المللی نام‌گذاری جانورشناسی در سال ۲۰۰۳ به‌طور رسمی اجازهٔ استفاده از نام Bos mutus را برای غژگاو وحشی صادر کرد، و این نام اکنون رایج‌تر است.
هیچ زیرگونه‌ای برای غژگاو به‌رسمیت شناخته نشده است، مگر در حالتی که غژگاو وحشی زیرگونه‌ای از Bos grunniens به‌شمار آید.
ادامهٔ ترجمهٔ مطلب غژگاو با حفظ ساختار و برابرهای ویکی‌پدیایی به این شکل است:

== ویژگی‌های ظاهری == 

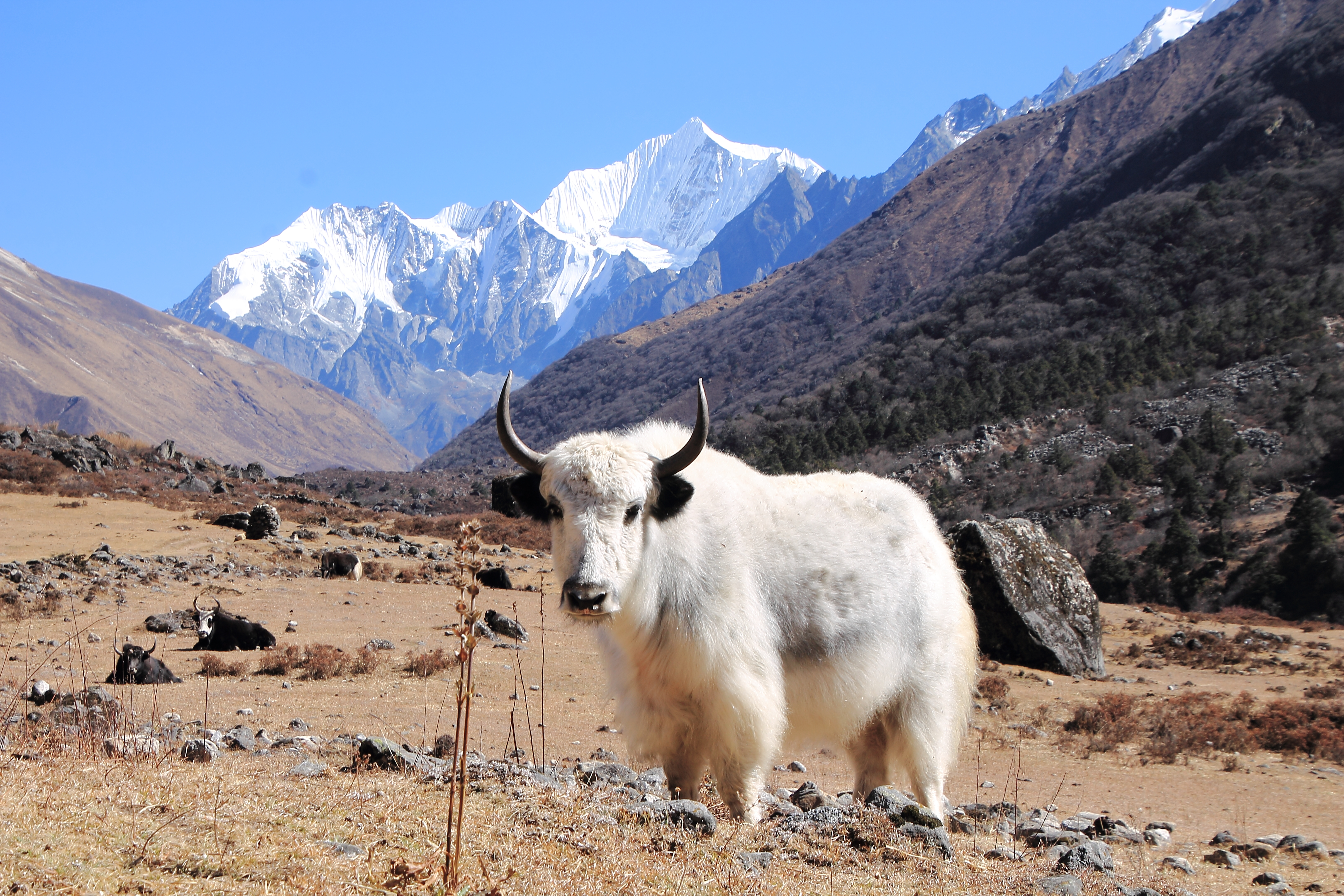
غژگاو در درهٔ لانگتانگ، نپال

 غژگاوها جانورانی تنومند با چارچوب بدنی بزرگ، پاهای محکم، سم‌های گرد و شکافته و پشمی بسیار بلند و انبوه دارند که از زیر شکم آویزان می‌شود. در حالی‌که غژگاوهای وحشی معمولاً تیره‌رنگ، از سیاه تا قهوه‌ای هستند، غژگاوهای اهلی می‌توانند رنگ‌های گوناگونی داشته باشند و اغلب لکه‌هایی به رنگ قهوه‌ای زنگاری یا کرم بر بدنشان دیده می‌شود. گوش‌های کوچک و پیشانی پهن دارند و شاخ‌هایشان صاف و معمولاً تیره‌رنگ است. در نرها (گاوهای نر)، شاخ‌ها از دو سوی سر به بیرون خم شده و سپس به عقب برمی‌گردند و طولشان معمولاً بین ۴۸ تا ۹۹ سانتی‌متر است.
شاخ‌های ماده‌ها (گاوهای ماده) کوچک‌تر و بین ۲۷ تا ۶۴ سانتی‌متر طول دارند و حالت ایستاده‌تری دارند. هر دو جنس گردنی کوتاه و کوهانی آشکار بر روی شانه‌ها دارند که در نرها بزرگ‌تر و نمایان‌تر است. وزن نرها میان ۳۵۰ تا ۵۸۵ کیلوگرم و ماده‌ها میان ۲۲۵ تا ۲۵۵ کیلوگرم است. غژگاوهای وحشی می‌توانند به‌مراتب سنگین‌تر باشند و وزن نرها تا حدود ۱۰۰۰ کیلوگرم برسد. بسته به نژاد، ارتفاع نرهای اهلی در محل کوهان میان ۱۱۱ تا ۱۳۸ سانتی‌متر و ماده‌ها میان ۱۰۵ تا ۱۱۷ سانتی‌متر است.
هر دو جنس دارای مویی بلند و ژولیده هستند که زیر آن لایه‌ای از کرک انبوه روی سینه، پهلوها و ران‌ها برای عایق‌بندی در برابر سرما وجود دارد. در نرها این موها ممکن است به شکل «دامنی» بلند تا نزدیک زمین برسد. دمشان بلند و شبیه دم اسب است، نه دسته‌مویی مانند گاو یا بایسون. غژگاوهای اهلی دامنهٔ گسترده‌ای از رنگ‌های پوشش دارند و ممکن است سفید، خاکستری، قهوه‌ای، رُوان یا لکه‌لکه باشند. پستان ماده‌ها و کیسهٔ بیضه نرها کوچک و پشمالو است تا از سرما در امان بماند. ماده‌ها چهار پستانک دارند.
غژگاوها مانند گاو صدای «ماغ» تولید نمی‌کنند، بلکه چه در حالت وحشی و چه اهلی، خرخر و جیغی کوتاه درمی‌آورند که نام علمی گونهٔ اهلی، Bos grunniens («گاو نالان») از همین گرفته شده است. نیکلای پرونزوالسکی گونهٔ وحشی را Bos mutus («گاو خاموش») نامید چون می‌پنداشت بی‌صداست، ولی این‌طور نیست.

## فیزیولوژی

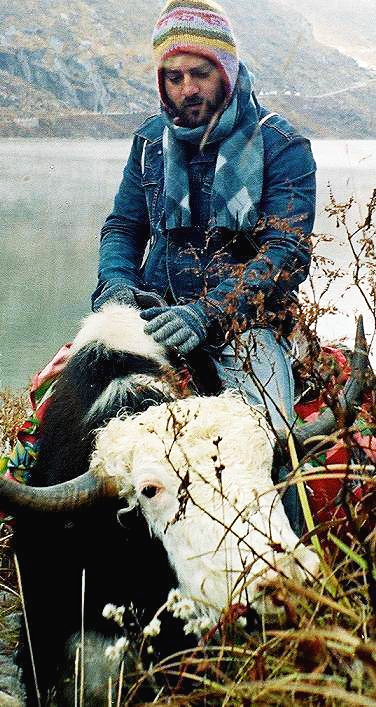
سوار غژگاو در نزدیکی دریاچه تسومگو، سیکیم (۳۷۰۰ متر)

بدن غژگاو به‌خوبی با زندگی در ارتفاعات زیاد سازگار شده و نسبت به گاوهای مناطق کم‌ارتفاع، شش‌ها و قلب بزرگ‌تر و توانایی بیشتری برای انتقال اکسیژن در خون دارد که این ویژگی به‌دلیل ماندگاری هموگلوبین جنینی در تمام طول زندگی است. در عوض، غژگاوها در ارتفاعات پایین خوب رشد نمی‌کنند و در دماهای بالاتر از حدود ۱۵ درجهٔ سانتی‌گراد در معرض گرمازدگی قرار می‌گیرند. دیگر سازگاری‌هایشان با سرما شامل لایهٔ ضخیم چربی زیرپوستی و نبود تقریباً کامل غدد عرقی فعال است.
در مقایسه با گاو اهلی، شکمبهٔ غژگاو نسبت به هزارلا بزرگ‌تر است که احتمالاً باعث می‌شود بتواند مقدار بیشتری غذای کم‌کیفیت را یکجا بخورد و برای استخراج مواد مغذی، آن را مدت بیشتری تخمیر کند. غژگاوها روزانه معادل ۱٪ از وزن بدنشان غذا می‌خورند، در حالی‌که گاوها برای حفظ وضعیت بدنی به ۳٪ نیاز دارند. این جانوران علف‌خوارانی چراگر هستند و نیاکان وحشی‌شان عمدتاً از گندمیان و لوییان و همچنین مقداری گیاهان علفی و درختچه‌های کوتاه‌قد تغذیه می‌کرده‌اند.

## تولیدمثل و زندگی‌نامه زیستی

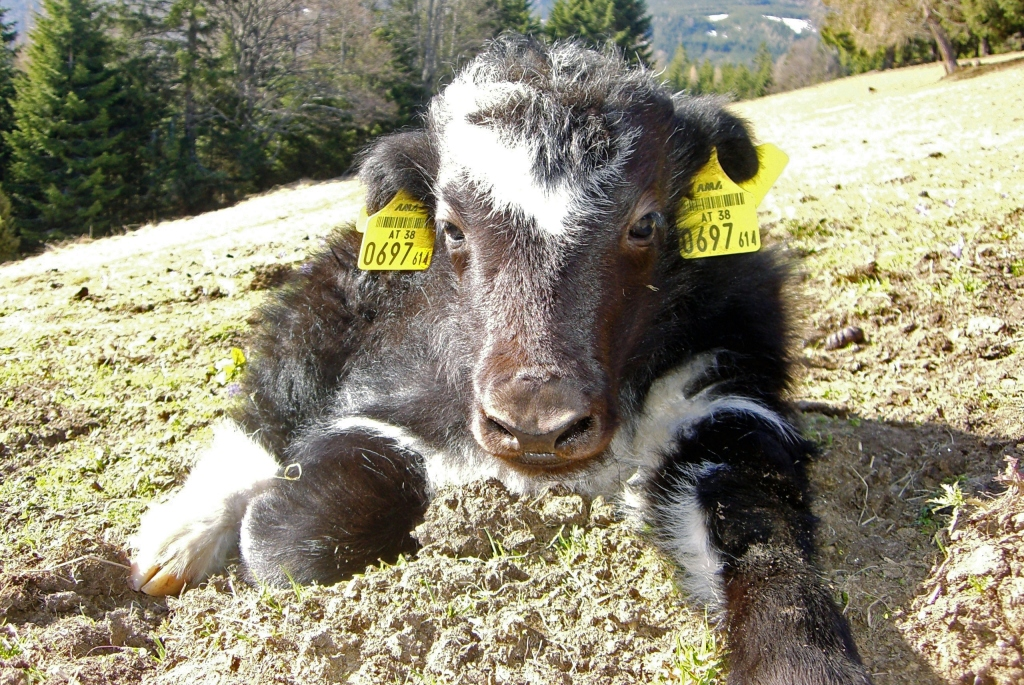
غژگاو ده‌روزه

جفت‌گیری غژگاوها در تابستان، معمولاً بین ژوئیه و سپتامبر و بسته به محیط محلی انجام می‌شود. بیشتر سال، بسیاری از نرها در گروه‌های کوچک نرانه دور از گله‌های بزرگ می‌گردند، اما با نزدیک‌شدن فصل جفت‌گیری پرخاشگر شده و مرتب با یکدیگر برای به‌دست‌آوردن برتری می‌جنگند. افزون بر نمایش‌های تهدیدکنندهٔ بدون درگیری، مانند نعره‌کشیدن و خراشیدن زمین با شاخ، نرها بارها با سر پایین به هم حمله یا با شاخ درگیر می‌شوند. مانند بایسون، اما برخلاف گاو، نرها در فصل جفت‌گیری در خاک خشک غلت می‌زنند و اغلب با ادرار یا کود حیوانی علامت‌گذاری بویایی می‌کنند.
ماده‌ها تا چهار بار در سال وارد فحلی می‌شوند و تنها چند ساعت در هر چرخه آمادگی پذیرش نر دارند. دوره بارداری بین ۲۵۷ تا ۲۷۰ روز طول می‌کشد و زایش معمولاً بین مه و ژوئن رخ می‌دهد و به تولد یک تک‌گوساله می‌انجامد. ماده‌ها مکان خلوتی برای زایمان پیدا می‌کنند، اما گوساله ظرف حدود ده دقیقه پس از تولد قادر به راه‌رفتن است و خیلی زود به گله ملحق می‌شود. در هر دو گونهٔ وحشی و اهلی، زایش معمولاً هر دو سال یک‌بار است، هرچند در صورت وفور غذا ممکن است بیشتر هم بشود.
گوساله‌ها در یک‌سالگی از شیر گرفته می‌شوند و اندکی بعد مستقل می‌گردند. گوساله‌های وحشی در ابتدا قهوه‌ای‌رنگ هستند و بعدها موی تیرهٔ بالغ را درمی‌آورند. ماده‌ها معمولاً در سه یا چهار سالگی برای نخستین‌بار می‌زایند و در حدود شش‌سالگی به اوج توان تولیدمثلی می‌رسند. غژگاوها در اهلی یا اسارت می‌توانند بیش از بیست سال عمر کنند، هرچند احتمالاً این میزان در حالت وحشی کمتر است.